# Fantaisie chorale
La Fantaisie pour piano, solistes, chœur et orchestre en do mineur, opus 80, de Ludwig van Beethoven, fut composée en décembre 1808. La partie chorale est écrite sur un poème de Christoph Kuffner (1780 – 1846).

## Histoire de l'œuvre
Le 22 décembre 1808, un grand concert eut lieu au Théâtre an der Wien : Beethoven avait organisé une soirée consacrée exclusivement à ses œuvres au cours de laquelle il devait intervenir en tant que pianiste et chef d’orchestre. Le programme, qui comprenait notamment les premières de la Cinquième symphonie et de la Symphonie pastorale, ainsi que le quatrième concerto pour piano, semblait résumer l’étonnante variété et la personnalité complexe du compositeur.
Pour conclure la soirée de ce concert mémorable de plusieurs heures, Beethoven désirait « un finale brillante » qui devait unir dans une même œuvre les différentes composantes musicales mises en valeur au cours de la soirée : le piano, les solistes, le chœur et l’orchestre. La Fantaisie op.80, écrite quelques jours auparavant seulement, joue ce rôle. Beethoven fit appel au poète Christoph Kuffner pour établir le texte, d’après ses indications. Le thème développé – celui de la fraternité universelle par la rencontre des arts – ressemble beaucoup à celui de l’« Ode à la Joie » de Schiller que Beethoven désirait également mettre en musique depuis sa jeunesse, et qui a pris sa forme définitive dans le finale de la 9e Symphonie. Différents points communs – en particulier le traitement choral introduit par des variations instrumentales fondées sur l’utilisation d’un thème très simple, et la parenté évidente entre ce thème et celui de l’Hymne à la Joie – rapprochent la Fantaisie op.80 de la Neuvième symphonie, au point que l’on a vu dans la première une esquisse de la seconde. La liberté formelle du genre de la fantaisie a permis à Beethoven de réunir dans une œuvre de courte durée l’aspect intimiste de la musique pour piano et la musique de chambre, et le côté expansif de la musique symphonique avec chœur.
La lecture audio n'est pas prise en charge dans votre navigateur. Vous pouvez télécharger le fichier audio.
La lecture audio n'est pas prise en charge dans votre navigateur. Vous pouvez télécharger le fichier audio.
La Fantaisie est construite en deux parties d’ampleur inégale (voir section suivante). Au cours du concert du 22 décembre 1808, que Beethoven voulait représentatif des divers aspects de son talent, aucune autre œuvre n’aurait pu mieux servir de conclusion que cette fantaisie puisque le compositeur y joua successivement le rôle de virtuose avec sa cadence initiale, de simple accompagnateur dans les variations avec flûte et hautbois, et de soliste dans son dialogue concertant avec l’orchestre, les solistes et le chœur ; après cette fantaisie, dédiée au roi Maximilien-Joseph de Bavière, Beethoven n’est revenu qu’une seule fois au piano concertant, quelques mois seulement après, en composant son concerto « l’Empereur » qui curieusement, commence lui aussi par une grande cadence de type improvisé.
La Fantaisie chorale fut publiée chez Breitkopf & Härtel à Vienne en juillet 1811,.

## Structure
La Fantaisie est construite en deux parties d’ampleur inégale :
- un Adagio, à , en do mineur – une grande cadence pour le piano de 26 mesures, réarrangée après le concert, Beethoven s’étant ce jour-là vraisemblablement lancé dans une improvisation. L'arrangement consiste en un accompagnement des cordes. Seul le matériel d'orchestre (de la main de Beethoven) a existé pendant longtemps. La partition complète a été rassemblée aux États-Unis en 2010, et l'œuvre donnée « en première mondiale » le 25 mars 2011 à Liège par l'Orchestre Symphonique des Jeunes du Conservatoire[4],[5] ;
- et un grand Finale de près de 600 mesures, lui-même divisé en plusieurs sections de différents tempi :
  - Allegro (variations instrumentales), à , en do mineur ;
  - Meno allegro (mesure 53), à 
, en do majeur ;
  - Allegro molto avec piano concertant, à , en do mineur ;
  - Adagio ma non troppo, à 
, en la majeur, longue mélodie rêveuse qui rappelle le mouvement lent de certaines sonates pour piano ;
  - Marcia, assai vivace, à 
, en fa majeur, au rythme de la marche, qui n’est pas sans évoquer la Marche Turque de la 9e Symphonie ;
  - Allegro, à , en do mineur ;
  - Allegretto ma non troppo quasi andante con moto, à 
, en do majeur, avec la participation du chœur ;

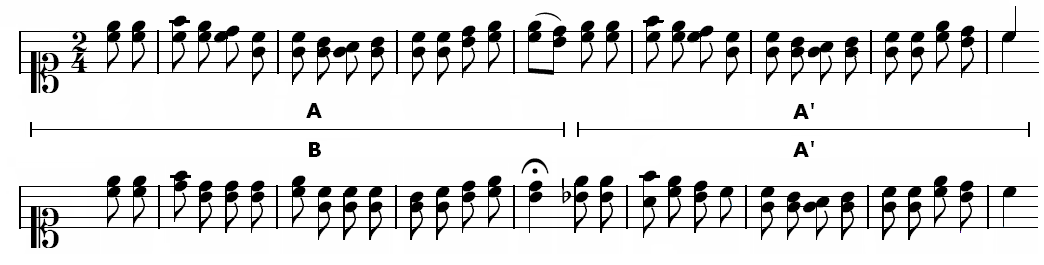
Le thème principal de la section chantée de la Fantaisie chorale préfigure nettement le futur Hymne à la joie, aussi bien par sa mélodie que par sa forme A.A'.B.A'

  - Presto, à , en do majeur.

Durée approximative : 20 minutes.

## Texte
Texte du poème de Christoph Kuffner :
| Texte original (Allemand) | Traduction française |
| --- | --- |
| Schmeichelnd hold und lieblich klingen unsers Lebens Harmonien, und dem Schönheitssinn entschwingen Blumen sich, die ewig blüh'n. Fried und Freude gleiten freundlich wie der Wellen Wechselspiel; was sich drängte rauh und feindlich, ordnet sich zu Hochgefühl. Wenn der Töne Zauber walten und des Wortes Weihe spricht,' muss sich Herrliches gestalten,' Nacht und Stürme werden Licht,' äuß're Ruhe, inn're Wonne, herrschen für den Glücklichen Doch der Künste Frühlingssonne lässt aus beiden Licht entsteh'n. Großes, das ins Herz gedrungen, blüht dann neu und schön empor, hat ein Geist sich aufgeschwungen, hallt ihm stets ein Geisterchor. Nehmt denn hin, ihr schönen Seelen, froh die Gaben schöner Kunst. Wenn sich Lieb und Kraft vermählen, lohnt dem Menschen Göttergunst. | Les harmonies de notre vie résonnent d'un chant flatteur, gracieux et charmant, et des fleurs éternelles s'éveillent au sens de la beauté. La paix et la joie dansent en toute amitié comme le va-et-vient des vagues ; la rudesse et l'hostilité qui se bousculaient cèdent devant l'enthousiasme. Lorsque la magie des sons se fait entendre et que parle la bénédiction du verbe, quelque chose de magnifique doit se dessiner, la nuit et les tempêtes se changent en lumière : Les bienheureux voient régner autour d'eux la paix, en eux le bonheur. Et le soleil printanier des arts fait surgir la lumière de cette paix et de ce bonheur. La grandeur qui était enfermée dans nos cœurs refleurit et se dresse joliment vers le ciel ; si l'esprit s'élance, un choeur d'esprits lui répond sans cesse. Acceptez donc avec joie, belles âmes, les présents de l'art. Quand l'amour et l'énergie se rejoignent, l'humanité reçoit la faveur des dieux. |

### Traduction mot à mot
```
Schmeichelnd, hold       und lieblich   klingen
[
6
]

flatteuses,   gracieuses et  charmantes résonnent
```

```
unsers   Lebens Harmonien,

de notre vie    les harmonies,
```

```
und dem Schönheitssinn entschwingen

et  au  sens du beau   élancent
```

```
Blumen     sich, die ewig          blühn.

des fleurs se,   qui éternellement fleurissent.
```

```
Fried   und Freude  gleiten  freundlich

La paix et  la joie glissent amicalement
```

```
wie   der Wellen Wechselspiel;

comme des vagues l'alternance;
```

```
was    sich drängte    rauh und feindlich,

ce qui se   bousculait rude et  hostile
```

```
ordnet sich zu   Hochgefühl.

soumet se   à l' enthousiasme.
```

```
Wenn  der Töne Zauber            walten

Quand des sons les enchantements règnent
```

```
und des Wortes Weihe          spricht,

et  du  verbe  la bénédiction parle,
```

```
muß  sich Herrliches     gestalten,

doit se   le merveilleux former
```

```
Nacht und Stürme   werden     Licht:

Nuit  et  tempêtes deviennent lumière :
```

```
äußre      Ruhe,    innre      Wonne

extérieure la paix, intérieur  le bonheur
```

```
herrschen für  den Glücklichen.

règnent   pour les bienheureux.
```

```
Doch      der Künste Frühlingssonne

Cependant des arts   le soleil printanier
```

```
läßt aus      beiden   Licht      entstehn.

fait à partir des deux la lumière se lever.
```

```
Großes,   das ins     Herz  gedrungen,

le grand, qui dans le cœur s'était resserré,
```

```
blüht   dann  neu     und schön empor;

fleurit alors nouveau et  beau  vers le ciel;
```

```
hat  der Geist  sich aufgeschwungen,

si a l'  esprit se   élancé
```

```
hallt   ihm      stets      ein Geisterchor.

résonne pour lui sans cesse un  choeur d'esprits.
```

```
Nehmt    denn hin, ihr  schönen Seelen,

acceptez donc,     vous belles  âmes,
```

```
froh        die Gaben schöner Kunst.

joyeusement les dons  du bel  art.
```

```
Wenn  sich Lieb    und Kraft     vermählen,

Quand se   l'amour et  l'énergie marient,
```

```
lohnt      den Menschen Göttergunst.

récompense les humains  la faveur des dieux.
```

## Discographie
Cette discographie n'est pas exhaustive.
- Berliner Philarmoniker, Daniel Barenboïm (piano et direction), EMI